# Mudathir El Tahir
Mudathir El Tahir   (Khartum, 23 de juliol de 1988), conegut com a Mudather Careca, és un exfutbolista sudanès de la dècada de 2010.
Fou internacional amb la selecció de futbol del Sudan.
Pel que fa a clubs, destacà a Al-Hilal Omdurman.